# Ischaemum ciliare
Ischaemum ciliare är en gräsart som beskrevs av Anders Jahan Retzius. Ischaemum ciliare ingår i släktet Ischaemum och familjen gräs. Inga underarter finns listade i Catalogue of Life.